# Корректор
Корре́ктор (от лат. corrector — направитель, исправитель) — специалист издательства, типографии или редакции, вычитывающий тексты, нормализующий грамматику (исправляющий орфографические, пунктуационные, стилистические ошибки) и типографику. Корректура — совокупность исправлений и сам процесс работы корректора.

## Обязанности корректора
К обязанностям корректора относятся:
- вычитка текстов перед их публикацией в издании, проверка их структуры и содержания, сверка с оригиналом;
- отслеживание правильности написания терминов, условных сокращений и обозначений (в том числе единиц измерения), символов (графических знаков);
- устранение неясностей в написании отдельных букв и знаков, неправильной разбивки текста на абзацы, проверка правильности оформления таблиц, иллюстраций, справочных вставок, сносок, ссылок, цитат;
- согласование выявляемых погрешностей с редактором, пометка для редактора и автора всех не замеченных ими в оригинале ошибок[6][7][8].

## Сопредельные профессии
К сопредельным профессиям можно отнести следующие:
- критик — специалист, анализирующий и оценивающий какие-либо явления (в частности в издательской среде — тексты);
- редактор — специалист, формирующий содержание издания;
- вычитчик — корректор высокой квалификации.